# Stygocyathura rapanuia
Stygocyathura rapanuia is een pissebed uit de familie Anthuridae. De wetenschappelijke naam van de soort is voor het eerst geldig gepubliceerd in 1987 door Botosaneanu.